# Meinhart von Hamme
Meinhart von Hamme (auch: Meinrich, Meinert von Ham) war ein deutscher Landsknechtsführer und ist einer der wenigen namentlich bekannten Dichter eines Landsknechtsliedes.

## Leben
Während der Geldrischen Fehde kam er 1531 er mit Bernhard von Hackfurt nach Ostfriesland. Karl von Geldern hatte ihn und 14 Fähnlein zur Unterstützung seines neuesten Verbündeten Balthasar von Esens nach Ostfriesland geschickt.

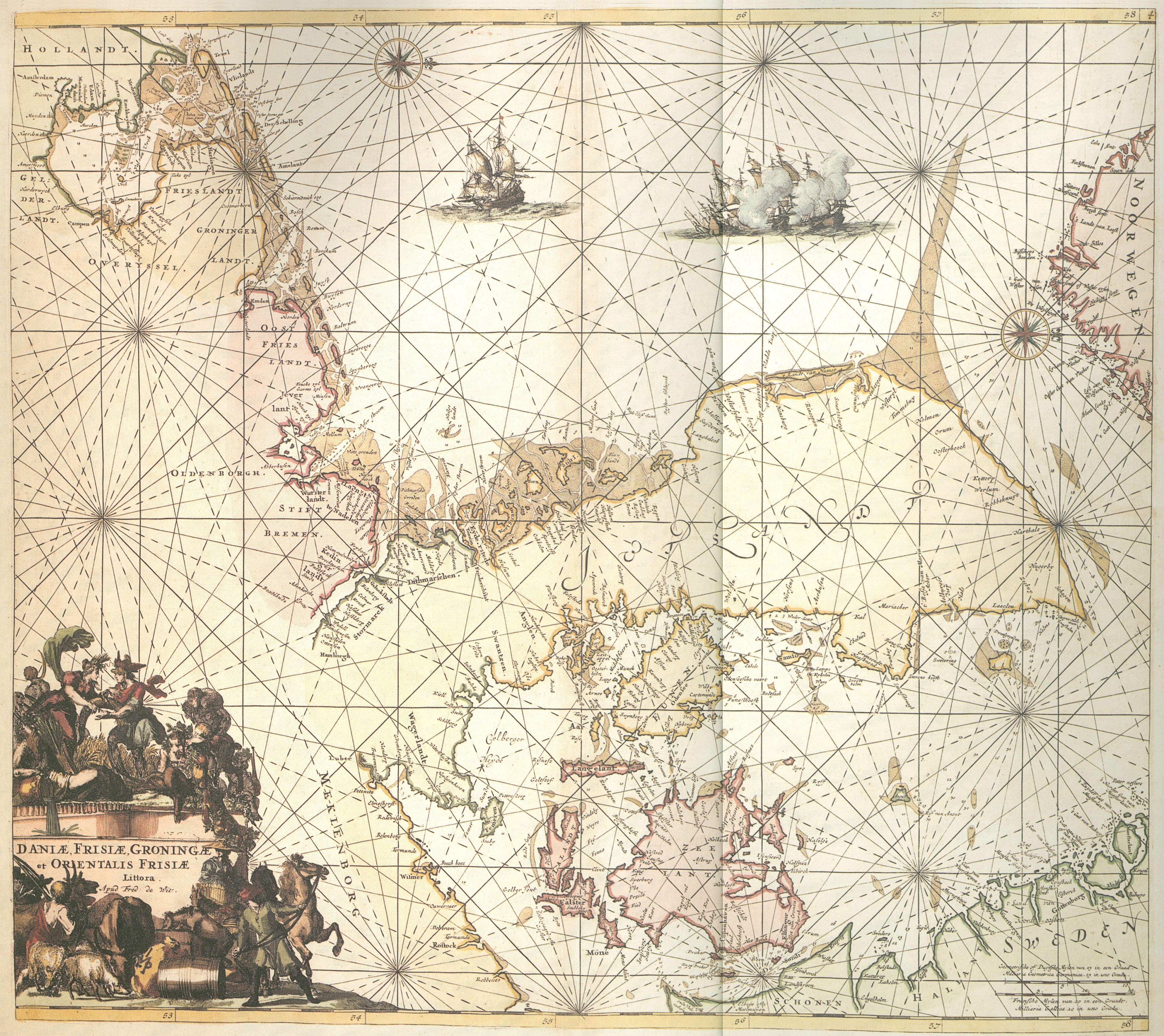
Die Nordsee um 1675

Als sich am 24. Oktober 1531 der ehemalige dänische König Christian II. von Medemblik nach Dänemark einschiffte, war er dabei. Die Expedition wurde aber durch einen Sturm nach Norwegen abgetrieben. Die Truppen belagerten vergeblich die Festung Akershus bei Christiana, konnten aber die Olufsburg in Viken erobern und verfolgten die Schweden übers Eis bis Nylöse bei Göteborg (heute Stadtteil „Gamlestaden“), wobei auch Meinhart beteiligt war. Im Jahr 1532 wurde er verraten und auf ein dänisches Schiff gebracht.
Nach Christians Gefangennahme findet er sich in Ostfriesland wieder. Im Oktober 1533 marschierten geldrische Truppen wieder nach Ostfriesland. Enno II. versuchte vergeblich, sie in der Schlacht von Jemgum (1533) zu stoppen; Meinhart wurde verletzt. Die Truppen plünderten Leer und Umgebung und zogen bis zur Burg Greetsiel, wo sie mit Balthasar ab Anfang 1535 die Burg Ennos II. belagerten. Am 21. Januar 1535 ergab sich die Besatzung unter Albert von Bakemoor.
Im Mai 1536 lagerte er in Appingedam, konnte aber Groningen nicht erobern (er bekam hier den Spitznamen Schoppen-Koning).
Zugleich schloss der dänische König Christian III. durch seinen Gesandten Melchior Rantzau ein Bündnis mit Karl von Geldern.
Im gleichen Jahr bekam der kaiserliche Statthalter von Friesland Georg Schenck von Tautenburg den Auftrag, Meinhart von Hamme zu vertreiben. Bei Heiligerlee kam es zur Schlacht und Meinhart von Hamme wurde gefangen genommen. So kämpften seine Truppen 1536 unter Johann Rantzau an der Weser gegen Eberhard Ovelacker.
Während des Dritten Geldrischen Erbfolgekriegs befehligte er im März 1543 die Geldrische Besatzung von Sittard.
Es wird vermutet, dass er 1547 einer der Geldgeber für Kuyper von Cleve war, der vor Jemgum und Emden mit seinen Landsknechten operierte.
Meinhart von Hamme war ein begeisterter Dichter. Eines seiner Lieder findet sich bei Liliencron, ein weiteres hat es in das Antwerper Liederbuch von 1544 geschafft: De uns dit nie ledlin sang, Meinert vam Hamme is he genant, De heft gar wol gesungen; He drinkt vel lever den Rinschen kolden win Als 't water ut dem brunnen.